# Corymbia confertiflora
Corymbia confertiflora är en myrtenväxtart som först beskrevs av Richard Kippist och Ferdinand von Mueller, och fick sitt nu gällande namn av Kenneth D. Hill och Lawrence Alexander Sidney Johnson. Corymbia confertiflora ingår i släktet Corymbia och familjen myrtenväxter. Inga underarter finns listade i Catalogue of Life.